# Saint-Laurent-en-Gâtines
Saint-Laurent-en-Gâtines är en kommun i departementet Indre-et-Loire i regionen Centre-Val de Loire i de centrala delarna av Frankrike. Kommunen ligger i kantonen Château-Renault som tillhör arrondissementet Tours. År 2022 hade Saint-Laurent-en-Gâtines 873 invånare.

## Befolkningsutveckling
Antalet invånare i kommunen Saint-Laurent-en-Gâtines
Referens:INSEE